# Holophaea endoleuca
Holophaea endoleuca là một loài bướm đêm thuộc phân họ Arctiinae, họ Erebidae.